# 17 Eskadra Lotnicza Dowództwa Lotnictwa Operacyjnego

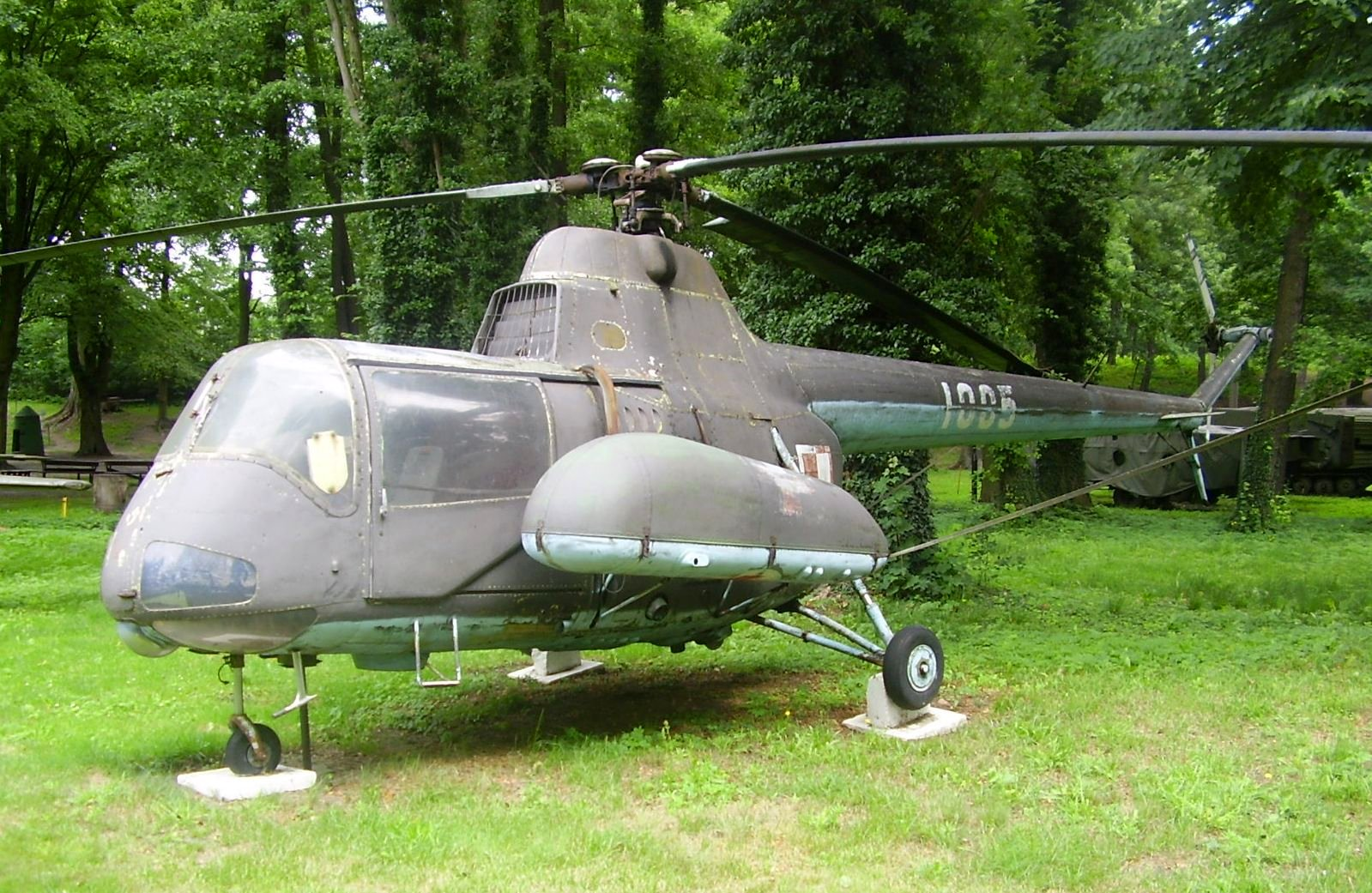
PZL SM-2

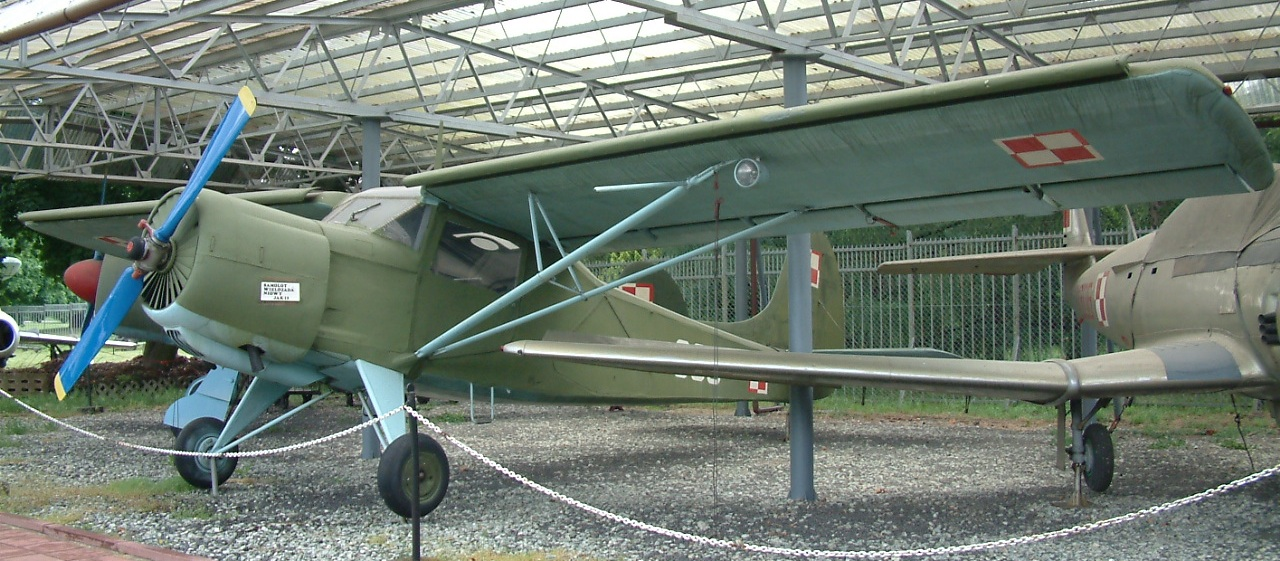
Jak-12

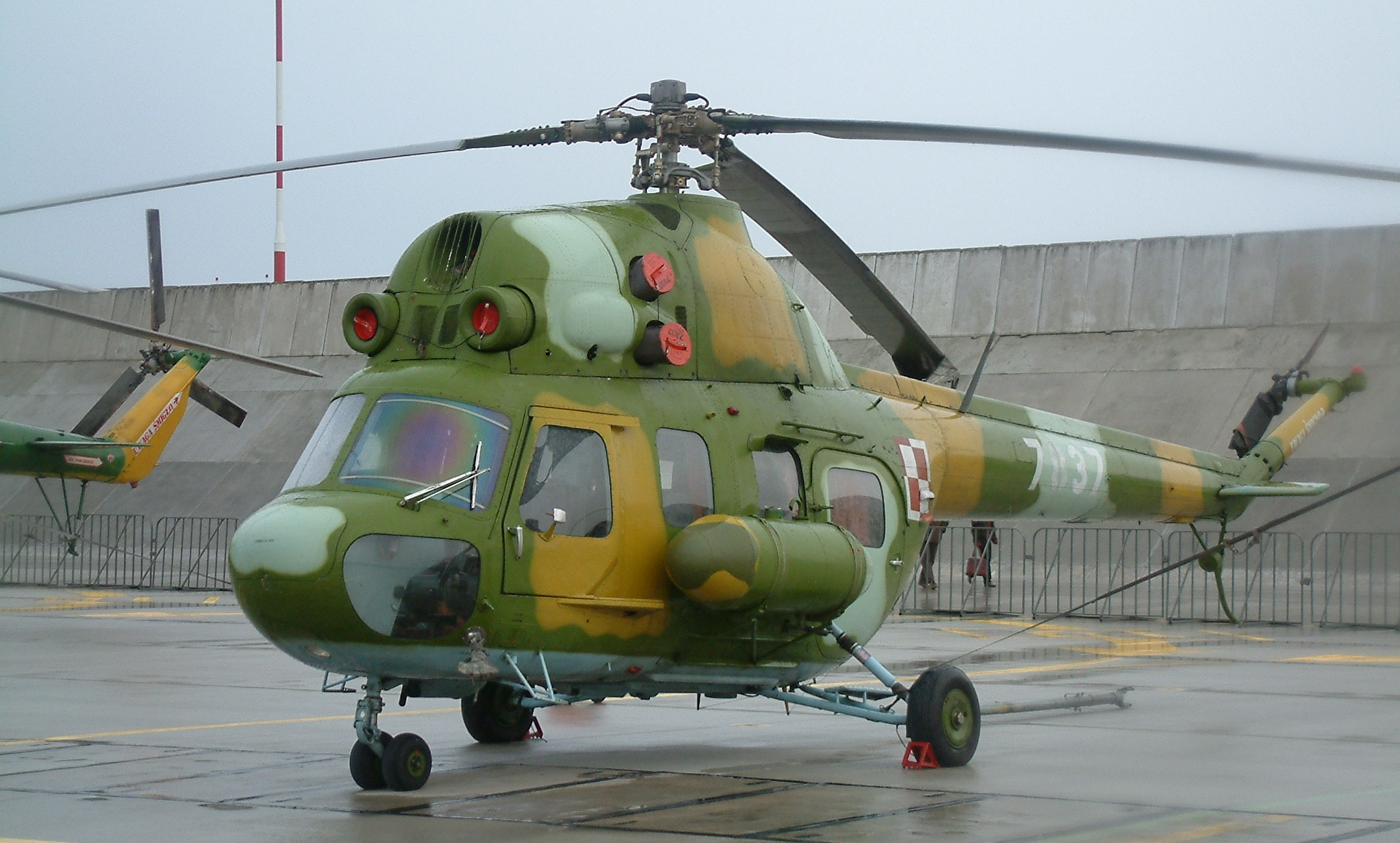
Mi-2

17 Eskadra Lotnicza Dowództwa Lotnictwa Operacyjnego (17 elDLO) – pododdział Wojsk Lotniczych.

## Formowanie i zmiany organizacyjne
Z dniem 31 sierpnia  1957 roku, na bazie klucza lotniczego dowództwa 3 Korpusu Lotnictwa Mieszanego, została sformowana 17 Eskadra Lotnicza Dowództwa Lotnictwa Operacyjnego. Etat nr 6/293 przewidywał 50 żołnierzy.
w 1969 roku eskadrę przeformowano na 17 Eskadrę Lotniczą Dowództwa Wojsk Lotniczych. Nowy etat nr 20/073 przewidywał 196 stanowisk dla żołnierzy oraz 2 stanowiska dla pracowników cywilnych.
Z dniem 31 marca 1999 roku eskadra została rozformowana

## Dowódcy eskadry
Wykaz dowódców eskadry podano za: Józef Zieliński [red.]: Polskie lotnictwo wojskowe 1945-2010. s. 182-183.
- kpt. pil. Stanisław Miłosz (1957 - 1965)
- kpt. pil. Henryk Ratajczyk (1965 - 1969)
- ppłk pil. Wiktor Wasilewski (1969 - 1971)
- mjr pil. Waldemar Ankiersztajn (1971 - 1977)
- mjr pil. Henryk Kotyrło (1977 - 1979)
- ppłk pil. Józef Samól (1979 - 1984)
- ppłk pil. Tadeusz Chrobak (1984 - 1988)
- kpt. pil. Zenon Sęk (1988 - 1994)
- ppłk pil. Ryszard Sibora (1994 - 1996)
- mjr pil. Marek Andrzejewski (1996 - 1997)
- mjr pil. Mieczysław Skowron (1997 - 1999)